# Бабаев, Махматали
Махматали Бабаев (тадж. Маҳмадалӣ Бобоев; 1891 год — 1977 год, Таджикская ССР) — звеньевой колхоза «1 мая» Гиссарского района Сталинабадской области, Таджикская ССР. Герой Социалистического Труда (1948).

## Биография
Родился в 1891 году в крестьянской семье в одном из сельских населённых пунктов современного Турсунзадевского района. Трудился пастухом. Был активным участником борьбы против басмачей, участвовал в крестьянском движении «Кумчи» (Қумчӣ). В начале 1930-х годов вступил в колхоз имени Тельмана (позднее — «Коммунизм», имени 1 мая) Гиссарского района. В 1934 году назначен звеньевым хлопководческого звена.
В 1947 году звено под руководством Махатмали Бабаева собрало высокий урожай хлопка-сырца. Указом Президиума Верховного Совета СССР от 1 марта 1948 года «за получение высокого урожая хлопка при выполнении колхозом обязательных поставок и натуроплаты за работу МТС в 1947 году и обеспеченности семенами зерновых культур для весеннего сева 1948 года» удостоен звания Героя Социалистического Труда с вручением ордена Ленина и золотой медали «Серп и Молот».
Трудился в колхозе имени 1 мая до выхода на пенсию в 1961 году.
Дата смерти не установлена.